# Begraafplaats van Warquignies
De Begraafplaats van Warquignies is een gemeentelijke begraafplaats in het Belgische dorp Warquignies, een deelgemeente van Colfontaine. De begraafplaats bestaat uit een oud en een nieuw gedeelte en ligt 240 m ten zuidoosten van het dorpscentrum (Église Sainte Vierge). Ze wordt grotendeels omgeven door een haag en heeft twee toegangen, het oude deel via de Rue Baille Cariotte en het nieuwe deel via de Le Sentier de Lamina. 

## Brits oorlogsgraf
Op de begraafplaats ligt het graf van de Britse soldaat Alfred Brown. Hij sneuvelde op 23 augustus 1914 en diende bij de Duke of Wellington's (West Riding Regiment). 
Zijn graf wordt onderhouden door de Commonwealth War Graves Commission en staat er geregistreerd onder Warquignies Communal Cemetery.